# Tetrathemis leptoptera
Tetrathemis leptoptera – gatunek ważki z rodziny ważkowatych (Libellulidae).